# 老农湾墓群
老农湾墓群，位于中国河北省保定市老农湾，为保定市万全县的一个省级文物保护单位，类型为古墓葬，公布时间为1982年7月23日。
老农湾墓群的历史年代为汉代。